# Colabata ephora
Colabata ephora is een vlinder uit de familie van de Apatelodidae. De wetenschappelijke naam van de soort is voor het eerst geldig gepubliceerd in 1781 door Cramer.